# Wiligelmo

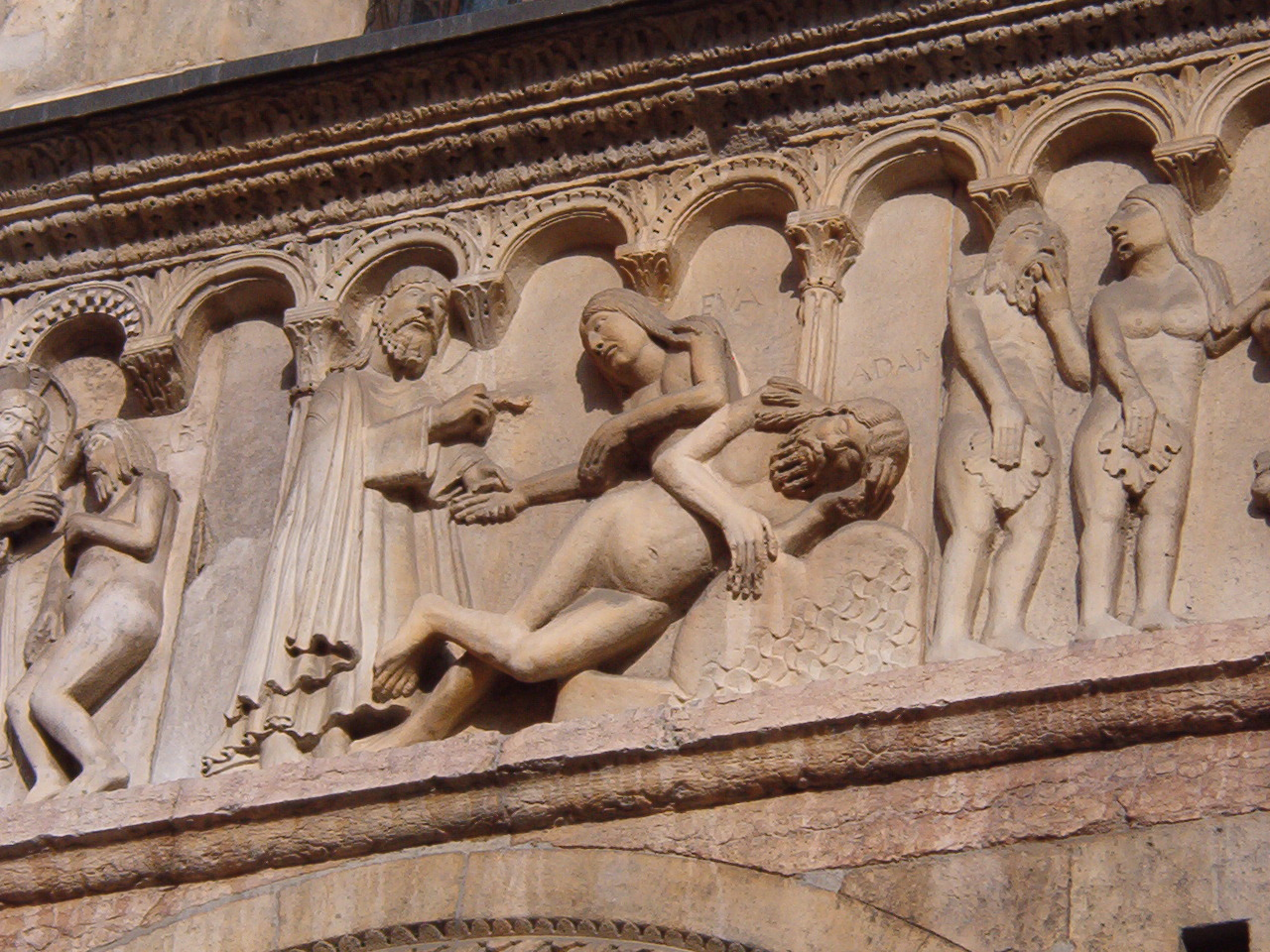
Escències del Gènesi esculpides per Wiligelmo a la catedral de Mòdena.

Wiligelmo (?, segle xi — ?, segle xii) va ser un escultor italià.
Va treballar en els relleus de la façana de la catedral de Mòdena vers l'any 1106. Es desconeix gran part de la seva biografia i els seus orígens, però el seu estil està influenciat per l'escultura francesa i occitana del seu temps.